# Csiribí-csiribá 2.
A Csiribí-csiribá 2. (eredeti cím: Twitches Too) egy 2007-es amerikai vígjáték, a Disney Channel eredeti produkciójában, Tia Mowry és Tamera Mowry főszereplésével. Rendezte Stuart Gillard, forgatókönyvet írta Daniel Berendsen. 
Az Amerikai Egyesült Államokban 2007. október 12-én mutatták be a Disney Channel-en, ami 6,9 millió nézőt ültetett a képernyők elé. Magyarországon a Disney csatorna adta le.

## Cselekmény
Az ikrek visszatérnek régi életükbe, de Alex már ikertestvérével, és annak szüleivel él. Egy nap amikor visszamennek szülőföldjükre, édesanyjuk gonosz erőt észlel. A halottnak hitt Thantos visszatér az árnyak birodalmából, hogy elpusztítsa az ikreket valamint a halottnak hitt apjukat, Aeront, akiről a lányok kiderítik, hogy az árnyak világában él már 21 éve. Thantost csak a Győzelem bűbájjal lehet legyőzni, amit napfogyatkozáskor kell elvégezniük. Az ikrek és édesanyjuk átadja ideiglenesen erejüket apjuk árnyékának, aki ettől újra életre kel.

## Szereplők
| Szereplő                                        | Színész           | Magyar hang     |
| ----------------------------------------------- | ----------------- | --------------- |
| Alexandra Nicole "Alex" Fielding Artemis DuBaer | Tia Mowry         | Pikali Gerda    |
| Camryn Elizabeth "Cam" Barnes Apolla DuBaer     | Tamera Mowry      | Mezei Kitty     |
| Miranda DuBaer                                  | Kristen Wilson    | Spilák Klára    |
| Thantos DuBaer                                  | Patrick Fabian    | Rosta Sándor    |
| Karsh WarBurton                                 | Pat Kelly         | Csőre Gábor     |
| Ileana WarBurton                                | Leslie Seiler     | Orosz Helga     |
| Emily Barnes                                    | Karen Holness     | Kocsis Mariann  |
| David Barnes                                    | Arnold Pinnock    | Varga Gábor     |
| Aron DuBaer                                     | Kevin Jubinville  | Fekete Zoltán   |
| Mrs. Norseng                                    | Jayne Eastwood    | Illyés Mari     |
| Beth Fish                                       | Jackie Rosenbaum  | Böhm Anita      |
| Marcus Warburton                                | Nathan Stephenson | Pálmai Szabolcs |
| Demitri                                         | Chris Gallinger   | Markovics Tamás |

## Filmzene
| Cím              | Írta                                                                              | Előadó            |
| ---------------- | --------------------------------------------------------------------------------- | ----------------- |
| "So Bring It On" | Adrienne Bailon Sabrina Bryan Kiely Williams Leah Haywood Tim James Shelly Peiken | The Cheetah Girls |

## Premierek
| Ország                    | Dátum                |
| ------------------------- | -------------------- |
| Amerikai Egyesült Államok | 2007. október 12.    |
| Egyesült Királyság        | 2007. november 2.    |
| Kanada                    | 2007. október 26.    |
| Németország               | 2008. április 26.    |
| Svédország                | 2009. szeptember 11. |
| Hollandia                 | 2010. február 20.    |
| Portugália                | 2011. december 23.   |